# Armen Dzjigarchanjan
Armen Borisovitj Dzjigarchanjan (armeniska: Արմեն Բորիսի Ջիգարխանյան, ryska: Армен Борисович Джигарханян), född 3 oktober 1935 i Jerevan i Armenien i dåvarande Sovjetunionen, död 14 november 2020 i Moskva, Ryssland, var en armenisk-rysk skådespelare.

## Filmografi (urval)
- 1968 – Revolt i Moskva
- 1981 – Teheran 43
- 1982 – Vargen som sjöng (röst)
- 1986–1988 – Tillbaka till Skattkammarön (TV-serie) (röst)
- 1991 – Tsarens mördare